# Новите дрехи на краля
„Новите дрехи на краля“ е приказка на датския писател Ханс Кристиан Андерсен. За първи път се появява в сборника с приказки за деца на 7 април 1837 г.

## Значение
Изразът „Царят е гол“ се използва в различни области на културата, науката, социологията, политиката и други като понятие, свързано с отхвърлянето на определени наложили се безкритично в обществото идеи, често наложени от така наречени „авторитети“. Показва и това, че арогантността да се налагат идеи, чужди на обществото, води до глупост. 